# Nancy Filteau
Nancy Jewitt Filteau (Swift Current, 3 de abril de 1962) es una deportista canadiense que compitió en judo. Ganó dos medallas en los Juegos Panamericanos en los años 1983 y 1995, y tres medallas en el Campeonato Panamericano de Judo entre los años 1982 y 1985.

## Palmarés internacional
| Juegos Panamericanos    | Juegos Panamericanos      | Juegos Panamericanos | Juegos Panamericanos |
| Año                     | Lugar                     | Medalla              | Categoría            |
| ----------------------- | ------------------------- | -------------------- | -------------------- |
| 1983                    | Caracas (Venezuela)       | Medalla de plata     | –72 kg               |
| 1995                    | Mar del Plata (Argentina) | Medalla de bronce    | +72 kg               |
| Campeonato Panamericano |                           |                      |                      |
| Año                     | Lugar                     | Medalla              | Categoría            |
| 1982                    | Santiago de Chile (Chile) | Medalla de plata     | –72 kg               |
| 1984                    | Ciudad de México (México) | Medalla de oro       | –72 kg               |
| 1985                    | La Habana (Cuba)          | Medalla de bronce    | –72 kg               |